# The Public Sphere: An Encyclopedia Article
 (avril 2019).
Si vous disposez d'ouvrages ou d'articles de référence ou si vous connaissez des sites web de qualité traitant du thème abordé ici, merci de compléter l'article en donnant les références utiles à sa vérifiabilité et en les liant à la section « Notes et références ».
The Public Sphere: An Encyclopedia Article est originellement apparu en allemand en 1964.

## Description
Jürgen Habermas, Sara Lennox et Frank Lennox étudient la thèse habermassienne de La transformation structurelle de l'espace public, en se concentrant sur le développement actuel de l'espace public. L’article commence par définir le concept d'espace public (public sphere en anglais, Öffentlichkeit en allemand), espace dans lequel les particuliers s’assemblent pour former un corps public s'exprimant librement. En effet, selon Habermas, cet espace une conséquence de la démocratie, la liberté de réunion et d'expression des opinions lui étant nécessaires. Pour ce corps public, la formation d'opinions sur des sujets d'intérêt général requiert des médias d'information comme d'influence. Ces derniers, dans leurs formes modernes, sont les journaux, les magazines, la télévision et la radio. 
Habermas aborde ensuite l’histoire de l'espace public en commençant par l’époque médiévale. Il constate qu’il n’y a pas de séparation nette entre les espaces public et privé, mais seulement une représentation publique du pouvoir, la représentation médiévale de l'espace public étant liée à l'existence concrète d'un dirigeant. Ces autorités féodales, parmi lesquelles l'Église, les princes et le reste de la noblesse, se désintègrent toutefois au cours d'un long processus de polarisation et de création d'un espace bourgeois distinct de l'État. « L'adjectif public ne se réfère plus à la cour princière dotée d'autorité, mais plutôt à une institution régulée selon des compétences, selon un mécanisme doté d'un monopole de l'autorité ». 
Dans la troisième partie de l'article, Habermas évoque « le modèle libéral de l'espace public » en soulignant le rôle de la transformation du débat public. Les individus se réunissent en un corps public de sorte à mieux garantir l'intérêt général. Le développement de la presse fait des journaux une institution rendant l'opinion publique accessible. Pour les masses, cette presse devient rapidement le médiateur des débats publics sur les questions d’intérêt général. 
Pour finir, la dernière partie de l'article porte sur « l'espace public au sein de démocratie de masse de l'État providence », Habermas estimant que le « modèle libéral de l'espace public » se perd dans les sociétés industrielles du fait de la propagande et du journalisme moderne. Le théoricien affirme ainsi que les espaces public et privé se sont étroitement liés à mesure que les écarts en matière d'éducation entre les classes se sont réduits. Il suggère qu'une « reféodalisation » de l'espace public se produit en raison de la croissance du pouvoir et de l'influence des intérêts privés, le public n'étant plus constitué de groupes d'individus, mais plutôt d'organismes et d'institutions. L'espace public actuel est donc affaibli et doit connaître des modifications pour permettre une démocratie saine.